# Sayd Bahodine Majrouh
Sayd Bahodine Majrouh (en pastún: سید بہاؤ الدین مجروح‎, nacido el 12 de febrero de 1928 en Kabul, Afganistán y fallecido el 11 de febrero de 1988 en Peshawar, Pakistán) fue un escritor, poeta, filósofo, folclorista, político y activista afgano de etnia pastún.

## Biografía
Sayd Bahodine Majrouh, doctor en filosofía por la Universidad de Montpellier, fue decano de la Facultad de Letras de Kabul y gobernador de la provincia de Kâpîssâ. Fue hijo de Sayd Shamsoudine Majrouh, quien fue miembro del Parlamento afgano, ministro de Justicia, ministro de Asuntos Tribales, senador y embajador en Egipto entre 1950 y 1973.

### Autor deEgo-Monster
La principal obra como escritor es Ego-Monster, un vasto cuento filosófico con contenido militante y profético, que combina poesía, filosofía y ficción, en el que ataca y deplora la tiranía (de la cual el Monstruo titular constituye la encarnación) en todas sus formas. Tras su propia experiencia de vivir  más de una cara de la tiranía en su propio país, Majrouh expresa y describe el sufrimiento de las personas y de los pueblos víctimas del Monstruo, de sus diversas manifestaciones o de sus continuadores. A través de parábolas, arquetipos y figuras simbólicas, exalta con tintes sufíes y aboga por el amor, la libertad y la belleza contra los estertores de la crueldad, la megalomanía, el  egoísmo y el nihilismo.
A lo largo de los años, Majrouh realizó un importante trabajo escribiendo, reescribiendo, adaptando y editando Ego-Monstre. Una primera versión escrita en persa dari apareció en 1973, una segunda versión escrita en pastún en 1977, una traducción parcial al inglés del original en dari revisada apareció en 1984. Luego se publicó la versión final en francés (aunque inacabada), reescrita y traducida, cortesía de Serge Sautreau, del texto dari revisado. El texto francés se publicó póstumamente en dos volúmenes (Le Voyageur de Minuit en 1989 y Le Rire des Amants en 1991) y sirvió de base para traducciones a otros idiomas, incluidos el árabe, el italiano y el danés.

### Folklorista
Como folclorista, Majrouh tuvo un interés temprano en la cultura popular y su preservación. Fue así como, con la ayuda de su cuñada, recopiló canciones y testimonios de mujeres pastunes para luego escribir lo que sería Suicidio y Canción, una antología de coplas poéticas de origen popular precedida por un estudio, publicado en 1988 con la colaboración de André Velter. Además, se encargó de grabar canciones populares, con o sin música, con el fin de preservar el patrimonio afgano amenazado durante la guerra.

### Director del Centro de Información Afgano
Majrouh fundó en 1981, y dirigió hasta su muerte en 1988, el Centro de Información Afgano que estableció en Peshawar, su lugar de exilio muy cerca de la frontera entre Afganistán y Pakistán, en la provincia de Khyber Pakhtunkhwa en Pakistán. El Centro pretende ser una organización sin fines de lucro, independiente y no partidista. En 1989, los objetivos del Centro eran informar la situación exacta dentro de Afganistán basándose en información precisa y confiable obtenida dentro del propio país, y poner esta información a disposición de los medios de comunicación internacionales en forma de artículos, informes de noticias, grabaciones, fotografías y películas. así como individuos y organizaciones internacionales privadas y públicas interesadas en lo que estaba sucediendo en Afganistán.
Durante la guerra, el Centro, su director y sus publicaciones fueron reconocidos internacionalmente como la fuente más confiable, independiente, completa y objetiva de información y análisis afganos sobre muchos aspectos de la guerra y la Resistencia. Los periodistas se basaron en gran medida en él y Majrouh dio numerosas conferencias en Europa y Estados Unidos. Uno de sus hijos, Naïm Majrouh, asumió posteriormente el cargo de director del Centro y redactor jefe del Afganistán Quarterly, continuando así la labor de su padre.

### Muerte
La víspera de cumplir sesenta años, Majrouh fue víctima de un asesinato político y partidista la tarde del 11 de febrero de 1988 en su residencia de Peshawar.. Las fuentes difieren en cuanto a los motivos exactos del crimen: se culpa a agentes del KGB o del KHAD (aliados durante la guerra) así como a los partidarios de Hezb-e-Islami Gulbuddin enfurecidos por la posición abiertamente monárquica de Majrouh que prefirió, siguiendo el ejemplo de una gran parte de la población afgana, la reinstalación en el poder de Mohamed Zahir Shah en lugar de cualquier otro líder tribal o partido político. Según el periodista Steve Coll, este ataque fue interpretado como un ataque de intimidación y prevención por parte de Gulbuddin Hekmatyar contra quienes favorecían a Zaher Shah una vez que Afganistán fue liberado de la presencia soviética

## Obras

### En francés
- Sayd Bahodine Majrouh, “ Pequeña antología de poesía femenina. », Pashto Quarterly, vol. 1, n 3, primavera de 1978
- Sayd Bahodine Majrouh (traducido del pastún y adaptado por André Velter y el autor), Suicidio y canto. Poesía popular de mujeres pastunes, Les Cahiers des Brisants, 1988ISBN 2-905395-64-8
  - Reedición : Gallimard, col. “ Conocimiento de Oriente », Serie de Asia Central, 1994ISBN 2-07-073600-8
- Sayd Bahodine Majrouh (traducido del persa dari por Serge Sautreau y el autor), Chants de l'errance, Éditions de la Différence, coll. “ Orfeo », 1989 [ Detalles del libro en el sitio web de Éditions de la Différence (página consultada el 22 de julio de 2010) ]
- Sayd Bahodine Majrouh (texto francés de Serge Sautreau ), El viajero de medianoche (Ego-Monstre I), Phébus, coll. “ dominio persa », 1989, 204 p.ISBN 2-85940-123-7
  - Reediciones : Éditions de l'Aube, coll. “ Bolsillo del amanecer », 1997ISBN 2-8767-8327-4 y 2000ISBN 2-8767-8563-3
- Sayd Bahodine Majrouh (texto francés de Serge Sautreau ), Le Rire des Amants (Ego-Monstre II), Phébus, coll. “ dominio persa », 1991, 309 p.ISBN 2-85940-217-9
- Sayd Bahodine Majrouh (texto en francés de Serge Sautreau ), Riendo con Dios. Aforismos y cuentos sufíes, Albin Michel, coll. “ Espiritualidades vivas " (n 130), 1995, 197 pág.ISBN 2-226-07814-2

Algunos de sus textos aparecieron en un libro de fotografías. :
- Chris Steele-Perkins (textos de André Velter, Sayd Bahodine Majrouh y Chris Steele-Perkins), Afganistán, Marval Éditions, 2000ISBN 2-86234-297-1

### En otros idiomas
Majrouh también publicó varias obras en las dos lenguas oficiales de Afganistán –pashtún y persa darí– que no han sido traducidas a las lenguas europeas, lo que explica su ausencia en esta lista incompleta.
- (en inglés) Alfred Brauner, Dr. Françoise Erna Brauner & Sayed Bahaouddin Majrooh, Children in War: Drawings from the Afghan Refugee Camps, Society for Central Asian Studies, « Central Asian Survey Incidental Paper No. 5 », 1988[9]
- (en inglés) Sayd Bahauddin Majrooh, Sufism and the Modern World
- (en persa) Sayed Bahuddin Majrouh, « Sair-ul 'Ibad Ilal Ma'ad de Sanai de Ghazna» [« L'acheminement des créatures vers le lieu suprême du retour : sa signification et son intention »], Afghanistan, vol. 30, no 2, 1977, p. 1-24[13]

### Ver también
- Citas en Wikiquote.